# Воронін Федір Миколайович
Фе́дір Микола́йович Воро́нін (нар. 23 лютого 1900, село Васильцево Ярославської губернії, тепер Ярославської області, Російська Федерація — 18 червня 1980, Москва) — радянський військовий діяч, генерал-майор (1942). Член Військової ради Одеського військового округу. Депутат Верховної Ради УРСР 3-го скликання.

## Біографія
Народився в селянській родині. У Червоній армії — з 1919 р. Учасник громадянської війни в Росії.
Член РКП(б) з 1919 року.
Перебував на військово-політичній роботі в Червоній армії.
У 1939 році брав участь у боях з японцями в районі річки Халхін-Гол. Був головним військовим радником начальника Політичного управління Монгольської народної армії корпусного комісара Ж. Лхагвасурена.
Під час німецько-радянської війни з 1941 року перебував на політичних посадах: з червня 1941 року — начальник Політичного управління Південного фронту, з липня по серпень 1941 року — член Військової ради новоствореної Приморської армії. Учасник оборони Одеси.
З серпня 1941 року — начальник Політичного управління Московського військового округу, а на початку жовтня 1941 року був призначений членом Військової ради 57-ї окремої армії, яка формувалася в районі міста Сталінграда. З червня 1942 року — начальник політичного відділу 38-ї армії.
З листопада 1943 року — начальник політичного відділу 67-ї армії. Учасник боїв у Прибалтиці і штурму Кенігсберга. Брав участь в бойових діях на території Польщі.
Після війни продовжив службу в армії на військово-політичних посадах.
У серпні 1945 — лютому 1950 р. — начальник Політичного управління Прибалтійського військового округу. У січні — липні 1950 р. — член Військової ради Прибалтійського військового округу — заступник командувача військ округу з політичної частини.
У липні 1950 — січні 1952 р. — член Військової ради Одеського військового округу — заступник командувача військ округу з політичної частини.
З жовтня 1954 року — у відставці.

## Військові звання
- бригадний комісар
- генерал-майор (6.12.1942)

## Нагороди
- орден Леніна
- чотири ордени Червоного Прапора (1942, 14.02.1943, 03.11.1944, 20.06.1949)
- орден Богдана Хмельницького 2-го ступеня (29.06.1945)
- орден Вітчизняної війни 1-го ступеня (5.08.1944)
- орден Червоної Зірки (17.11.1939)
- медалі
- нагороди Монгольської Народної Республіки